# فینال کوپا آمریکا ۲۰۱۵
فینال کوپا آمریکا ۲۰۱۵ مسابقه نهایی کوپا آمریکا ۲۰۱۵ بود، یک تورنمنت بین‌المللی فوتبال که توسط کونمبول در شیلی برگزار شد.
این مسابقه در ۴ ژوئیه ۲۰۱۵ در ورزشگاه ملی سانتیاگو برگزار شد و میزبان شیلی و آرژانتین به رقابت پرداختند. پس از تساوی بدون گل، شیلی در ضربات پنالتی آرژانتین را شکست داد و نخستین عنوان خود را کسب کرد و جواز حضور در جام کنفدراسیون‌ها ۲۰۱۷ روسیه را کسب کرد.
قرار بود جام جدیدی برای مسابقات ساخته شود و در ۴ ژوئیه ۲۰۱۵ در فینال رونمایی شود. در میان رسوایی فساد فیفا هیچ جامی رونمایی نشد.

## پیش‌زمینه
این دوره هفتمین دوره میزبانی شیلی بود. این بازی سومین باری بود که شیلی به فینال می‌رسید. آنها هرگز در این رقابت پیروز نشده بودند. آخرین حضور آنها در فینال در سال ۱۹۸۷ بود که آنها توسط اروگوئه شکست خوردند. این در حالی است که آرژانتین به پنجمین فینال خود در خاک شیلی رسید. حضور قبلی آنها در فینال در سال ۲۰۰۷ بود، زمانی که آنها توسط برزیل شکست خوردند، در حالی که آخرین قهرمانی آنها (از جمله مسابقات جهانی) در سال ۱۹۹۳ به دست آمد.
از جمله نسخه‌های سال‌های ۱۹۱۶ تا ۱۹۶۷، زمانی که Campeonato Sudamericano فرمت مسابقات دوره‌ای بدون مسابقه نهایی داشت. این پنجمین حضور شیلی و بیست و هفتمین حضور آرژانتین در جمع دو تیم برتر بود.